# 104 aC
El 104 aC va ser un any del calendari romà prejulià. Durant la República i l'Imperi Romà es coneixia com l'Any del Consolat de Mari i Fímbria o també any 650 Ab urbe condita o de la fundació de la ciutat). L'ús del nom «104 aC» per referir-se a aquest any es remunta a l'alta edat mitjana, quan el sistema Anno Domini va ser el mètode de numeració dels anys més comú a Europa.

## Esdeveniments

### Antiga Xina
- Sima Qian escriu el Taichuli –que es pot traduir com 'El primer calendari'–, una obra basada en el calendari tradicional de la Dinastia Qin. El Taichuli és un dels calendaris més avançats d'aquella època i la seva creació es considera una revolució respecte al calendari xinès tradicional, ja que Sima Qian afirma que existeixen 365,25 dies en un any i 29,53 dies en un mes.[2]

### Regne Grec de Bactriana
- Els xinesos anomenaven al Regne de Ferganà el país dels cavalls celestials i aquest any hi comencen una guerra, la Guerra dels Cavalls Celestials.[3]

### República Romana
- Gai Flavi Fímbria i Gai Mari són elegits cònsols.
- Mari inicia el seu segon consolat entrant a Roma en triomf (amb Jugurta com a presoner), aclamat per la gent com a l'únic home que podria derrotar els bàrbars.[4]
- Luci Marci Filip, tribú de la plebs, presenta una llei agrària de la que no es coneixen detalls, però que es recorda per l'habilitat del discurs que va fer en la seva defensa.[5]
- Luci Cassi Longí, tribú de la plebs, proposa diverses lleis per rebaixar el poder dels optimats entre elles una, la Lex Cassia de senatu, que prohibeix ser senador a aquells que han estat condemnats o que havn estats privats del comandament, llei especialment dirigida contra el seu enemic personal Quint Servili Cepió que havia estat privat del comandament per la seva derrota contra els cimbres.[6]

### Sicília
- Comença la segona Guerra Servil a Sicília, un aixecament d'esclaus sicilians encapçalat per Salvi Trifó contra Roma que finalitzarà amb la victòria dels romans. El conflicte durarà fins a l'any 100 aC.[7]
- Atenió inicia també una rebel·lió d'esclaus a Segesta, a la part occidental de Sicília.[8]

## Necrològiques
- Jugurta, rei de Numídia, tancat en un calabós a Roma després de participat al triomf de Gai Mari, on mor de gana.[9]
- Dong Zhongshu, estudiós xinès que va promoure el confucionisme en el tribunal central de la Dinastia Han.[10]